# Кюляйоки
Кюляйоки — река в России, протекает по Суоярвскому району Карелии.
Вытекает из озера Кюляярви, в которое впадает река Рихилампи. Является левым притоком Койтайоки. Река огибает бывший населённый пункт Куолисмаа. Длина реки составляет 3,4 км, площадь водосборного бассейна 103 км².

## Данные водного реестра
По данным государственного водного реестра России относится к Балтийскому бассейновому округу, водохозяйственный участок реки — Реки Карелии бассейна Балтийского моря на границе РФ с Финляндией, включая озера Лексозеро. Относится к речному бассейну реки Реки Карелии бассейна Балтийского моря.
Код объекта в государственном водном реестре — 01050000112102000010488.